# Rosita (película)
Rosita, la cantante callejera (En inglés Rosita) es la primera película que Ernst Lubitsch rodó en los Estados Unidos. Protagonizada por Mary Pickford, está basada en la ópera “Don César de Bazán” de Adolphe d’Ennery y Phillipe Dumanoir. Se estrenó el 3 de septiembre de 1923.

## Argumento
El rey de España se enamora de Rosita, una chica que canta por las calles de Sevilla. Ella ama a a Don Diego, un noble sin dinero que la defiende cuando los guardias la detuvieron por cantar una canción que criticaba al rey. Rosita y Don Diego son encarcelados. Don Diego es condenado a muerte y Rosita es llevada a palacio y tentada con vestidos caros y una lujosa casa. El rey arregla un matrimonio entre Rosita y Don Diego pero ignoran las intenciones del rey de hacer de Rosita una condesa para que se quede viuda inmediatamente. La reina salva la vida de Don Diego poniendo cartuchos de fogueo en las escopetas del pelotón de fusilamiento. Don Diego, que se hace el muerto, es llevado a la casa de Rosita. Diego consigue el perdón real salvando al rey justo en el momento en que Rosita se dispone a apuñalarlo.

## Reparto
- Mary Pickford (Rosita)
- Holbrook Blinn (el rey)
- Irene Rich (la reina)
- George Walsh (Don Diego)
- Charles Belcher (primer ministro)
- Frank Leigh (comandante de la prisión)
- Mathilde Comont (madre de Rosita)
- George Periolat (padre de Rosita)
- Bert Sprotte (carcelero)
- Snitz Edwards (carcelero)
- Madame De Bodamere (criada)
- Philippe De Lacy (hermano de Rosita)
- Donald McAlpin (hermano de Rosita)
- Doreen Turner (hermana de Rosita)
- Mario Carillo (mayordomo)

## Producción
El 1922, la United Artists no había conseguido obtener grandes beneficios todavía a pesar del éxito de películas como Lirios rotos,(1919) El pequeño lord (1921) o Robin Hood (1922). Pickford quería tener una película que reportara buenos beneficios y que a ella le permitiese salir de su encasillamiento de mujer ingenua. Teniendo en cuenta el éxito de películas de ambientación histórica como When Knighthood Was in Flower, decidió hacer una película basada en la novela "Dorothy Vernon" (1902) de Haddon Hall. Como director eligió a Lubitsch que había tenido éxito en Alemania con películas de ese tipo. Lubitsch llegó a Estados Unidos en octubre de 1922 y después de la primera entrevista decidió que no la rodaría, aunque Pickford ya había gastado 250.000 dólares en su preparación. Finalmente decidieron filmar una adaptación de la ópera Don César de Bazan cambiándole el título por el de Rosita. La actriz quedó muy descontenta del resultado y prohibió que fuese restaurada mientras vivió. La principal razón de la poca estima por esta película parece ser que no le gustó la manera de trabajar del director, y aunque inicialmente había sido contratado para hacer tres películas, no volvieron a coincidir nunca más.